# Астроном
Астроном или астрофизик е учен, чиято област на изследвания обхваща астрономията или астрофизиката.
Счита се, че астрономията е основана в древен Вавилон от персийски жреци, наричани още маги. Последните изследвания на вавилонски записи показват тяхната изключителна точност спрямо разположението на звездите от древното небе. След вавилонците, египтяните поставят акцент върху наблюдението на звездното небе.
За разлика от повечето учени, астрономите не могат да манипулират и не са в директен контакт с небесните тела, което им налага да разчитат основно на наблюдения за да направят открития. В най-честия случай, астрономите използват телескопи или други наблюдателни уреди за извършането на такива наблюдения.